# 2001년 4월
| 2001년: 1월 · 2월 · 3월 · 4월 · 5월 · 6월 · 7월 · 8월 · 9월 · 10월 · 11월 · 12월 |

| <          | 2001년 4월 | 2001년 4월  | 2001년 4월 | 2001년 4월 | 2001년 4월 | >          |
| 일         | 월         | 화          | 수         | 목         | 금         | 토         |
| 1 3.8 갑오 | 2 9 을미   | 3 10 병신   | 4 11 정유  | 5 12 무술  | 6 13 기해  | 7 14 경자  |
| 8 15 신축  | 9 16 임인  | 10 17 계묘  | 11 18 갑진 | 12 19 을사 | 13 20 병오 | 14 21 정미 |
| 15 22 무신 | 16 23 기유 | 17 24 경술  | 18 25 신해 | 19 26 임자 | 20 27 계축 | 21 28 갑인 |
| 22 29 을묘 | 23 30 병진 | 24 4.1 정사 | 25 2 무오  | 26 3 기미  | 27 4 경신  | 28 5 신유  |
| 29 6 임술  | 30 7 계해  |             |            |            |            |            |

| 편집하기 |

## 2001년4월 26일
- 일본 고이즈미 준이치로 내각이 출범하다.

## 2001년4월 3일
- 역사 왜곡 논란을 불러일으킨 일본의 한 역사 교과서가 교과서 검정을 통과하다.